# Dakm
Dakm (arabsky الدقم‎) je přístavní město při Arabském moři ve východním Ománu, v regionu al-Wusta. Dakm je ropněprůmyslové město, usilující o navýšení cestovního ruchu. Zdejší přístav prošel zdokonalením, byla vybudována nová loděnice ke stavbě lodí. K navýšení turistiky má přispět stavba nového letiště.